# Contrato eletrônico
Contrato eletrônico é o contrato, isto é, o acordo ordenado entre duas ou mais vontades, realizado por meio de programas e aparelhos eletrônicos . 
Os contratos eletrônicos de consumo são muito presentes em nossa realidade atual e estima-se que mesmo em 2000 já tenham movimentado na América Latina 8 bilhões de dólares, com 7 milhões de consumidores, 60% brasileiros .
O comércio eletrônico é forma mais barata e rápida de circulação de mercadorias e serviços, além de ser mais cômodo para consumidores e fornecedores que não precisam mais sair de casa para contratar. Entretanto, o Brasil enfrenta hoje um desafio, já que não tem legislação adequada ou mecanismos jurídicos claros e consolidados para resolver conflitos quanto relações virtuais de consumo .
A prática de adquirir produtos e serviços online é bastante frequente e pode gerar muitos conflitos em um ambiente que favorece o anonimato e o cometimento de diversos equívocos nas contratações.

## Formatos
O contrato eletrônico de consumo pode, na maior parte das vezes, ser classificado como contrato de adesão. Isso significa que as cláusulas contratuais são estabelecidas de forma unilateral pela parte mais economicamente mais forte e que detém domínio da maior parte das informações relativas ao negócio. O parceiro contratante não tem, assim, a opção de negociar as condições do contrato, mas apenas de decidir se adere a ele ou não. Além disso, as doutrinas norte americana e canadense classificam os contratos eletrônicos de consumo em três categorias de acordo com a forma como ocorre a adesão: click-wrap, shink-wrap e browse-wrap .
Os contratos do tipo click-wrap são firmados completamente por meio eletrônico e suas cláusulas são apresentadas ao consumidor para que ele leia e manifeste aceitação através do clique em caixa de diálogo informando as palavras “aceito”, “concordo” ou outra semelhante. Já o termo shirnk-wrap é usado para licenças de instalação de softwares. Nesses casos, o consumidor adquire o produto em estabelecimento físico, mas somente tem acesso às cláusulas contratuais no momento da instalação, que ocorre fora do estabelecimento. Browse-wrap são os termos e condições de uso veiculados em forma de mero aviso ao consumidor que acessa página virtual, não sendo exigida aceitação- sequer por meio de clique- para que o carregamento do site seja concluído. Exemplos são os cookies alertados por alguns sites .
Além do caráter de adesão, os contratos eletrônicos de consumo costumam ser escritos de forma a dificultar sua leitura pelos consumidores, que aceitam as cláusulas sem sequer lê-las. Alguns exemplos disso são a elaboração de contratos extremamente extensos- de leitura, muitas vezes, inviável ou impossível- e o uso de letras miúdas e termos de difícil compreensão. Nesse sentido, Robert Hillman, pesquisador da Universidade de Cornell, publicou um estudo ilustrando o problema .
Segundo o autor, os consumidores não parecem atribuir ao clique o mesmo significado dado à assinatura de um contrato físico e esperam que as contratações no ambiente virtual sejam muito mais instantâneas, o que desestimula a leitura de contratos longos e complexos. Essas informações foram também comprovadas por meio de entrevista realizada com 90 consumidores, em que 40% deles responderam adquirir bens ou serviços online aproximadamente uma vez por mês e 27% responderam ter 5 ou mais inscrições em sites pagos, mas apenas 4% afirmaram ler sempre as condições de contratação, enquanto 37% leem apenas para contratos de valores altos e 36% leem a depender do fornecedor do bem ou serviço. Isso não ocorre sem razão, como divulgado por matérias dos jornais norte americanos The Guardian  e The Washington Post . De acordo com as matérias, um consumidor gastaria, em média, 250 horas por ano para ler todos os termos e condições dos produtos e serviços que adquire. Além disso, para ler os termos apenas dos aplicativos mais populares nos EUA – como Netflix, Youtube, Facebook, I Tunes, Skype, Likedin e Whatsapp- seria necessário um total de 31 horas.

## Validade
Dentre os requisitos de validade do negócio jurídico, são elencados: a capacidade das partes, possibilidade e licitude do objeto, forma exigida ou não proibida por lei e manifestação de vontade livre, consciente e isenta de vícios .
Em relação à capacidade das partes e licitude do objeto do contrato, são aplicadas por analogia as regras do Código Civil aplicáveis aos negócios jurídicos em geral. Assim, merece destaque a regra do art. 180 do código, que estabelece que o maior de 16 e menor de 18 anos, quando ocultar intencionalmente sua idade, não pode alegá-la posteriormente como forma de descumprir obrigação contratual assumida.
As maiores discussões relativas à validade dos contratos eletrônicos de consumo giram em torno da forma e, principalmente, da validade das manifestações de vontade. Nesse sentido, a jurisprudência desenvolveu o conceito da equivalência funcional para tratar da forma dos contratos eletrônicos. De acordo com o conceito, deve-se verificar se os propósitos e funções do contrato físico podem também ser cumpridos pela forma virtual, como seria o caso da assinatura que pode ser substituída pelo clique em caixa de diálogo. Entretanto, a analogia deve sempre levar em consideração fatores como a autenticidade do documento e as intenções declaradas pelas partes. É o que indica o seguinte julgado :
"Pelo princípio da equivalência funcional, o registro eletrônico da contratação não lhe compromete a validade nem a eficácia. Contudo, remanescem os cuidados com a inalterabilidade e o registro da declaração de vontade."
Quanto à validade das manifestações de vontade, a discussão é mais complexa, já que a equivalência funcional e o princípio da força obrigatória dos contratos contribuem para que os contratos eletrônicos sejam equiparados aos físicos e tenham suas particularidades ignoradas. Assim, o Tribunal de Justiça de São Paulo entendeu pela validade da cobrança pelo fornecimento de serviço de transmissão de filmes online a consumidor que forneceu seus dados bancários sem compreender corretamente o contrato . O mesmo Tribunal também afirmou que o clique para contratação online de serviços bancários equivale à assinatura .
Nas doutrinas norte americana e canadense , foi criada a teoria da “unconscionability”- que pode ser entendida, em português, como teoria da inconsciência. Foi, assim, desenvolvida como remédio de equidade e deve ser aplicada a casos de imposição unilateral de cláusulas contratuais a que ninguém dotado de plena consciência aceitaria aderir. Dessa forma, é necessário haver desigualdade entre os poderes de barganha das partes e seria possível alegar o erro como vício do consentimento para anular cláusulas contratuais. Isso ocorre porque o erro é a discrepância entre a vontade real e a manifestada, gerada por uma falsa percepção em relação a aspecto ligado ao negócio. É o que ocorre quando o consumidor adere a contrato que não consegue compreender ou ler por inteiro. Entretanto, tais ideias são pouco conhecidas e adotadas no Brasil, fazendo com que geralmente recorramos a princípios contratuais amplos como a boa-fé objetiva e a função social do contrato .

### Proteção ao consumidor
Um dos fatores mais importantes a se considerar quando tratamos de contratos eletrônicos de consumo é o anonimato conferido pela internet. A distância verificada na contratação virtual dificulta ao consumidor identificar o fornecedor com quem está contratando, da mesma forma que o fornecedor não consegue ter certeza de que quem adquire seus produtos ou serviços é realmente quem afirma ser. Isso aumenta a vulnerabilidade do consumidor e faz com que ele seja considerado parte ainda mais vulnerável do que nas relações de consumo realizadas fora do ambiente cibernético .
A fluidez das informações veiculadas via internet e a expectativa de ofertas e aceitações instantâneas também influenciam o comportamento do consumidor de forma a torná-lo mais vulnerável . Além disso, costumamos ficar expostos a publicidades constantes e, às vezes, até indesejadas, e não somos orientados ou incentivados a ler os contratos aos quais aderimos.
A realização de contratos de adesão é autorizada pelo direito do consumidor e é prática muito comum inclusive nas relações de consumo firmadas em estabelecimento físico. Entretanto, as cláusulas contratuais devem ser interpretadas, nos casos de dúvida, sempre da forma mais favorável ao consumidor . Além disso, esse tipo de contrato sofre forte controle de suas disposições, que não podem ser abusivas ou conter obrigações iníquas para o consumidor. As cláusulas abusivas são inclusive consideradas nulas de pleno direito pelo artigo 51, caput, do Código de Defesa do Consumidor, e o artigo 39 do mesmo código elenca como práticas abusivas algumas condutas praticadas também via internet por fornecedores, tais como: valer-se da fraqueza ou ignorância do consumidor para levá-lo a adquirir produtos ou serviços; elevação de preços sem justa causa;  exigir do consumidor vantagem manifestamente excessiva. 
O art. 30 do CDC determina ainda que as ofertas devem ser veiculadas de forma clara, ostensiva e em língua portuguesa. Porém, sabemos que as informações apresentadas online- além de poderem induzir o consumidor a erro- são, muitas vezes, escritas em língua estrangeira, geralmente inglesa, o que dificulta a compreensão por parte de consumidores brasileiros que não dominem o idioma. Além disso, o uso de idiomas estrangeiros nesse tipo de contrato ajuda a fomentar discussões complexas acerca do local de formação dos contratos eletrônicos de consumo . As implicações práticas dessa discussão podem ser inúmeras e não há regra consolidada sobre o assunto.
A doutrina entende que esses contratos podem ser considerados contratos firmados fora do estabelecimento, sendo autorizada a aplicação do art. 49 do CDC que disciplina o direito de arrependimento e autoriza o consumidor a desfazer o contrato em 7 dias caso o produto ou serviço não atenda a suas legítimas expectativas. Entretanto, esse prazo seria de 14 dias para contratos celebrados na União Europeia, o que é mais favorável ao consumidor . Outro ponto importante é a determinação do foro competente para julgar ações relativas a contratos eletrônicos de consumo, já que muitos fornecedores utilizam a dificuldade de estabelecer um local da contratação para inserir em seus contratos cláusulas de eleição de foro que podem ser consideradas iníquas e dificultar o acesso à justiça por parte do consumidor, sendo consideradas nulas e abusivas. Assim, o Marco Civil da Internet (Lei 12965/2014) estabelece em ser artigo 8º, parágrafo único, II que são nulas as cláusulas de contrato de adesão que retiram do consumidor a opção de processar o fornecedor no Brasil. Além disso, pode ser feita analogia a regras aplicáveis aos contratos físicos, como a de que a obrigação é contraída no local de residência do proponente ou a regra específica do Código de Defesa do Consumidor que estabelece que a ação que vise à responsabilidade civil de fornecedor pode ser proposta no domicílio do consumidor .
Por último, é comum que os sites forneçam dados pessoais de seus usuários a outros fornecedores, para que também possam enviar ofertas e publicidades a estes consumidores. Essa prática, somada à vulnerabilidade especial em que o consumidor se encontra no ambiente virtual incentiva esses usuários a consumir mais e de forma menos consciente. Por isso, o art. 8º, parágrafo único, I do marco Civil da Internet determina ser nula a cláusula contratual que imponha violação do sigilo das comunicações privadas dos consumidores. No mesmo sentido, o artigo 45-E do Projeto de Lei 281/2012 estabelece algumas vedações para o envio de mensagens indesejadas ao consumidor.

### Ausência de regulamentação dos contratos eletrônicos
Um dos principais problemas para o tratamento de conflitos em relações de consumo firmadas via internet é a falta de regulamentação clara e específica sobre o tema. Assim, é comum que os juristas brasileiros recorram a normas genéricas para serem aplicadas de forma direta ou por analogia aos casos concretos. Porém, muitas dessas normas são relativamente antigas e foram elaboradas antes de os contratos eletrônicos de consumo estarem tão presentes em nossa realidade ou funcionarem como funcionam hoje. Por isso, tramita atualmente no Congresso o Projeto de Lei 281/2012, que visa à adaptação do Código de Defesa do consumidor à realidade do comércio eletrônico. Esse projeto traz disposições sobre o envio de mensagens indesejadas (spam) e obrigação de identificação do fornecedor e veiculação de informações claras nas ofertas e contratos. Entretanto, como projeto de lei, essas regras não tem a mesma força vinculante que teria uma lei propriamente dita para formar o convencimento de juízes .
```
Com o status de lei, temos o Marco Civil da Internet (Lei 12965/2014), que busca regular o ambiente digital e traz dispositivos tratando, por exemplo, da proteção de dados pessoais dos usuários, que não podem ser livremente divulgados.  Porém, a lei foi criada para tratar das relações virtuais de maneira geral e não é suficiente para regular o comércio eletrônico 
[
24
]
.
```

### Tentativas internacionais de uniformização normativa
Como membro do MERCOSUL, o Brasil deve seguir algumas diretivas sobre comércio eletrônico estabelecidas pelo bloco econômico. No entanto, os países membros sofrem problemas na tentativa de harmonizar suas legislações e diminuir as diferenças de tratamento jurídico dado à matéria. Nesse sentido, foram feitas algumas tentativas como: o Protocolo de Buenos Aires sobre Jurisdição Internacional em Matéria Contratual, o Protocolo de Las Leñas- adotado pelo Brasil por meio do Decreto nº 6891/2009-, o Protocolo de Santa Maria e o Projeto MERCOSUL Digital- que visa a diminuir o desnível entre os países quanto ao desenvolvimento tecnológico e legislação em termos de comércio eletrônico . No entanto, Claudia Lima Marques parece duvidar de que o ordenamento jurídico Brasileiro esteja pronto hoje para essa internacionalização.
Além das diretivas do MERCOSUL, o Brasil deve levar em consideração a Lei Modelo da UNCITRAL sobre comércio eletrônico. A UNCITRAL (United Nations Commission on International Trade Law) é uma organização ligada à ONU e criada em 1996 para regular o comércio internacional. Assim, a lei modelo busca resolver uma dificuldade generalizada entre países de regular os contratos eletrônicos, e, para isso, regula o comércio eletrônico em geral, diminuindo obstáculos para esse tipo de troca internacional e as desvantagens enfrentadas por consumidores. Contudo, essas normas tem status de soft law, o que significa que servem de guias interpretativos que devem ser levados em consideração, mas sua observância pelos aplicadores do direito não é obrigatória e elas não tem poder de coerção sobre quem as descumprir . 